# Грејси (Кентаки)
Грејси (енгл. Gracey) насељено је место без административног статуса у америчкој савезној држави Кентаки.

## Демографија
По попису из 2010. године број становника је 138.
| Група             | 2000.    | 2010.       |
| Белци             | 0 (0,0%) | 107 (77,5%) |
| Афроамериканци    | 0 (0,0%) | 19 (13,8%)  |
| Азијати           | 0 (0,0%) | 4 (2,9%)    |
| Хиспаноамериканци | 0 (0,0%) | 2 (1,4%)    |
| Укупно            | 0        | 138         |